# 2022년 아시안 게임 싱가포르 선수단
2022년 아시안 게임 싱가포르 선수단은 중국 항저우에서 개최된 2022년 아시안 게임에 참가한 아시안 게임 싱가포르 선수단이다. 

## 메달 집계
틀:2022년 아시안 게임 선수단